# Eparchia Kairu (maronicka)
Eparchia Kairu – jednostka administracyjna Kościoła maronickiego, swoim zasięgiem obejmuje cały Egipt, Sudan i Sudan Południowy. Powstała w 1946.

## Biskupi diecezjalni
- Pietro Dib † (1946–1965)
- Joseph Merhi, (1972–1989)
- Joseph Dergham (1989–2005)
- François Eid, (2005–2012)
- Georges Chihane, od 2012